# レンガ通り

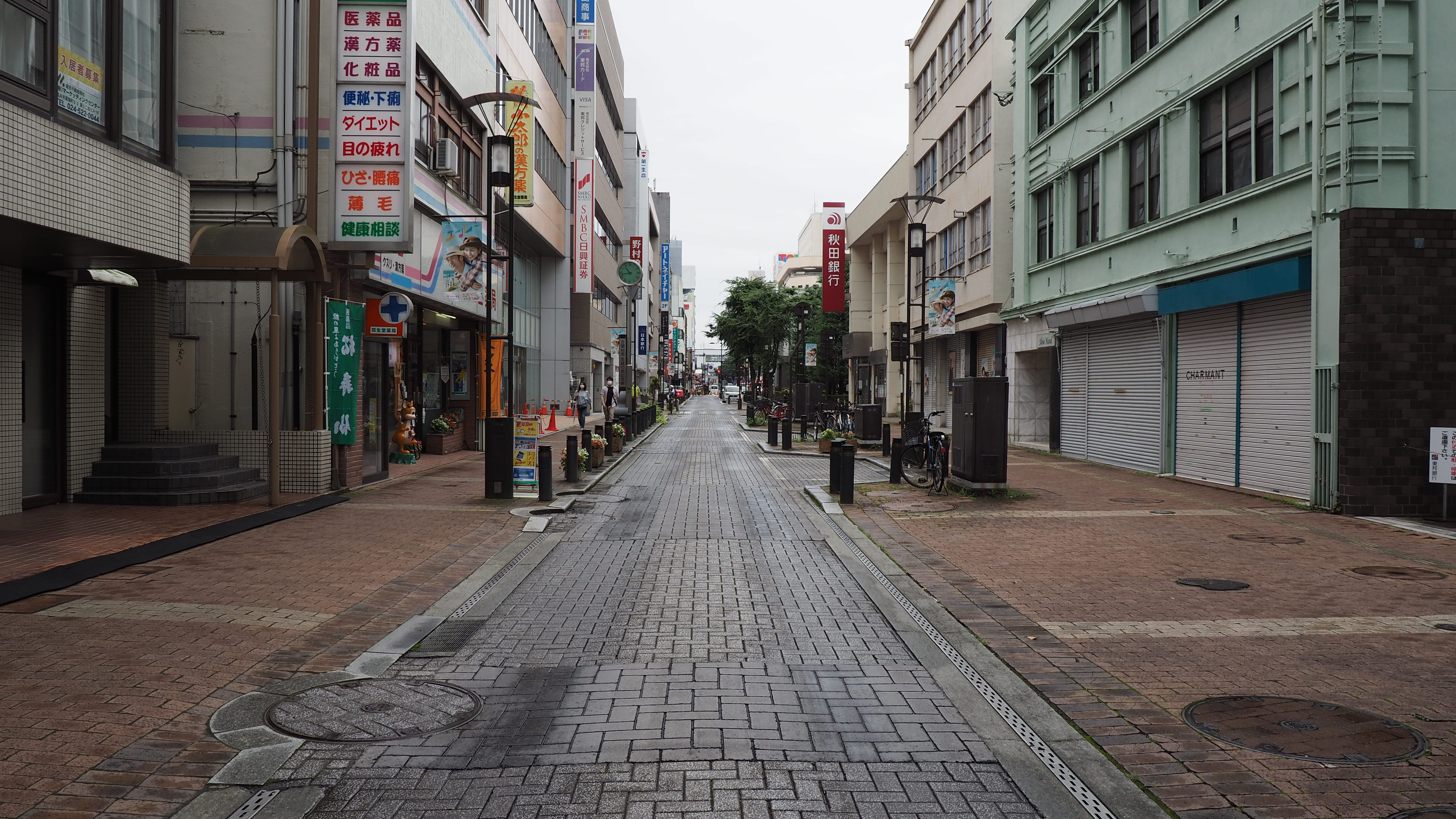
レンガ通り

レンガ通り（レンガどおり）は福島県福島市の本町、大町を東西に横切る市道本町・上町線の約280 mの区間である。西はパセオ470（市道中町・御山町線）、東は県庁通り（市道杉妻町・御山線）で区切られる。奥州街道福島宿の道である。

## 概要
車道は西から東への一方通行1車線。歩道が広く、ブロンズ像、ベンチなどが設置されたコミュニティ道路である。銀行、保険会社、証券会社などが軒を連ね「福島のウォール街」とも呼ばれる。福島県庁に近く、官報を扱う書店もある。かつて路面電車（福島交通飯坂東線）が走っていたことから、歩道に路面電車をあしらったタイルがある。

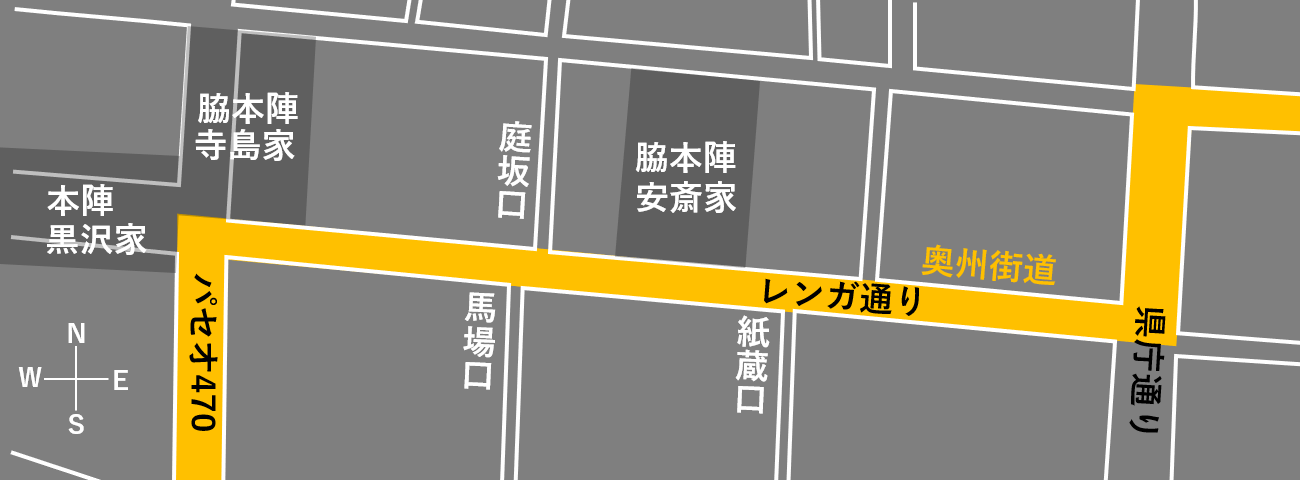
レンガ通り周辺の奥州街道福島宿概略図

奥州街道は市道中町・御山町線を柳町から本町まで北上、右折してレンガ通りに入り、県庁通りを北上、東に折れてテルサ通り（市道栄町・舟場町線）を経て旧電車通り（豊田町・八島町線）を北東へ抜ける。レンガ通りを含む奥州街道の本町から豊田町まで東西軸は明治期に「大町通り」、昭和期に「電車通り」と呼ばれていた。柳町から本町までの南北軸の呼称は「柳町通り」だった。
江戸時代、本町に位置するレンガ通り西端は四つ角ではなかった。パセオ470の北に繋がる道と、西の駅前通りは明治以降の整備である。この曲がり角の西と北には福島三本陣の内の2つがあった。この付近は経済の中心として「この四ッ辻を制するものは福島を制する」といわれた一等地である。交差点の南東の角には小売店の集合である勧工場が1898年（明治31年）につくられ、1910年（明治43年）に福島商業館と改称してデパートメントストア形式で運営された。交差点北西には市の公的機関と商店がはいる鉄筋コンクリート3階建ての福島ビルヂング（通称 福ビル）が1927年（昭和2年）に建設された。
福島城大手門につながっていた県庁通りと奥州街道（旧国道4号）が交わるレンガ通りの東の端は交通の要衝だった。この付近には、江戸時代に高札場、明治時代に里程元標、万世大路起点、大正時代に道路元標が設置された。また、通りの南側に1973年（昭和48年）まで中合福島店があった。

## 沿道
西から東の順に記載
- 常陽銀行 福島支店
- 日本銀行 福島支店
- きらやか銀行 福島支店

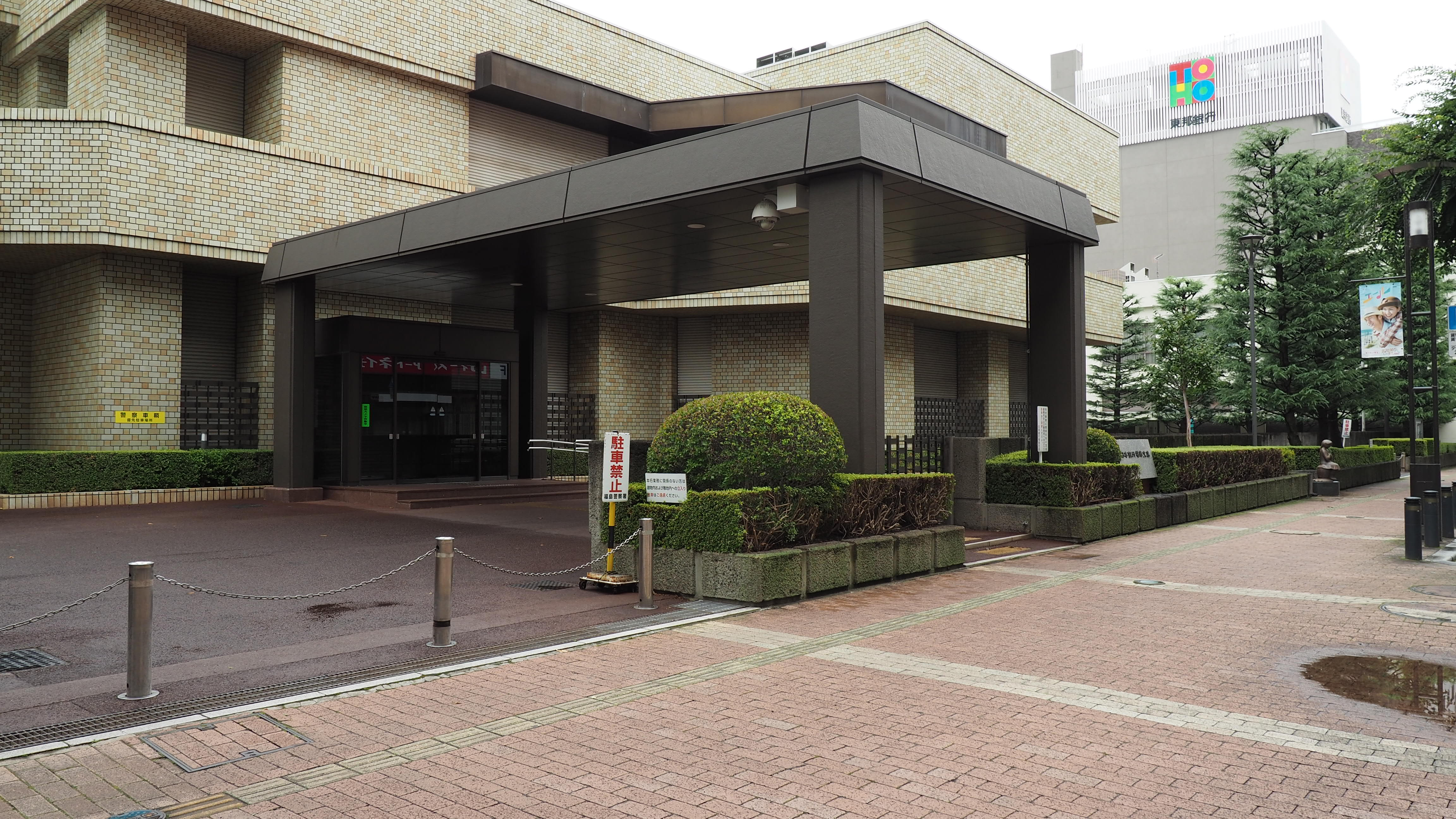
日本銀行福島支店

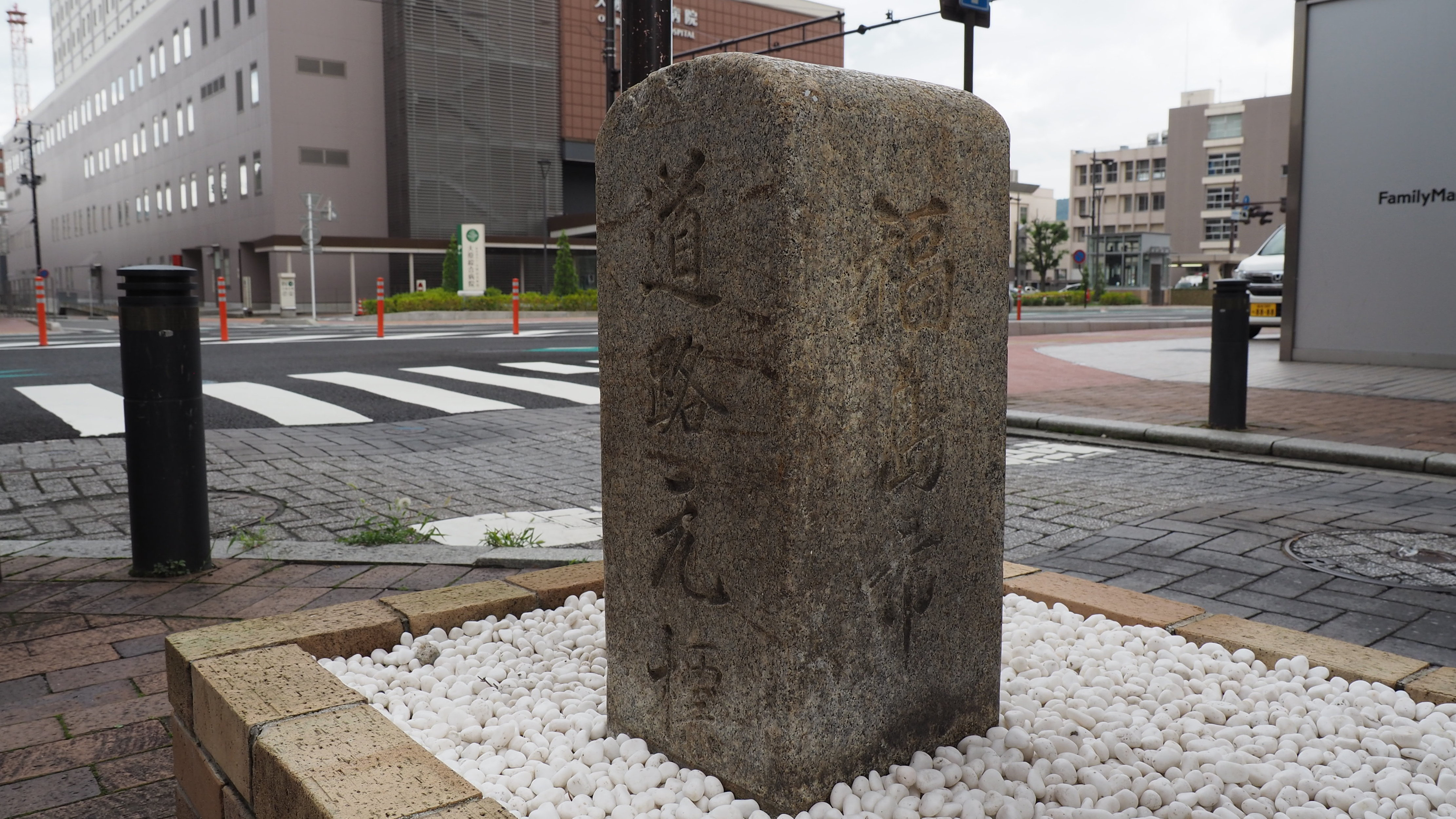
福島市道路元標

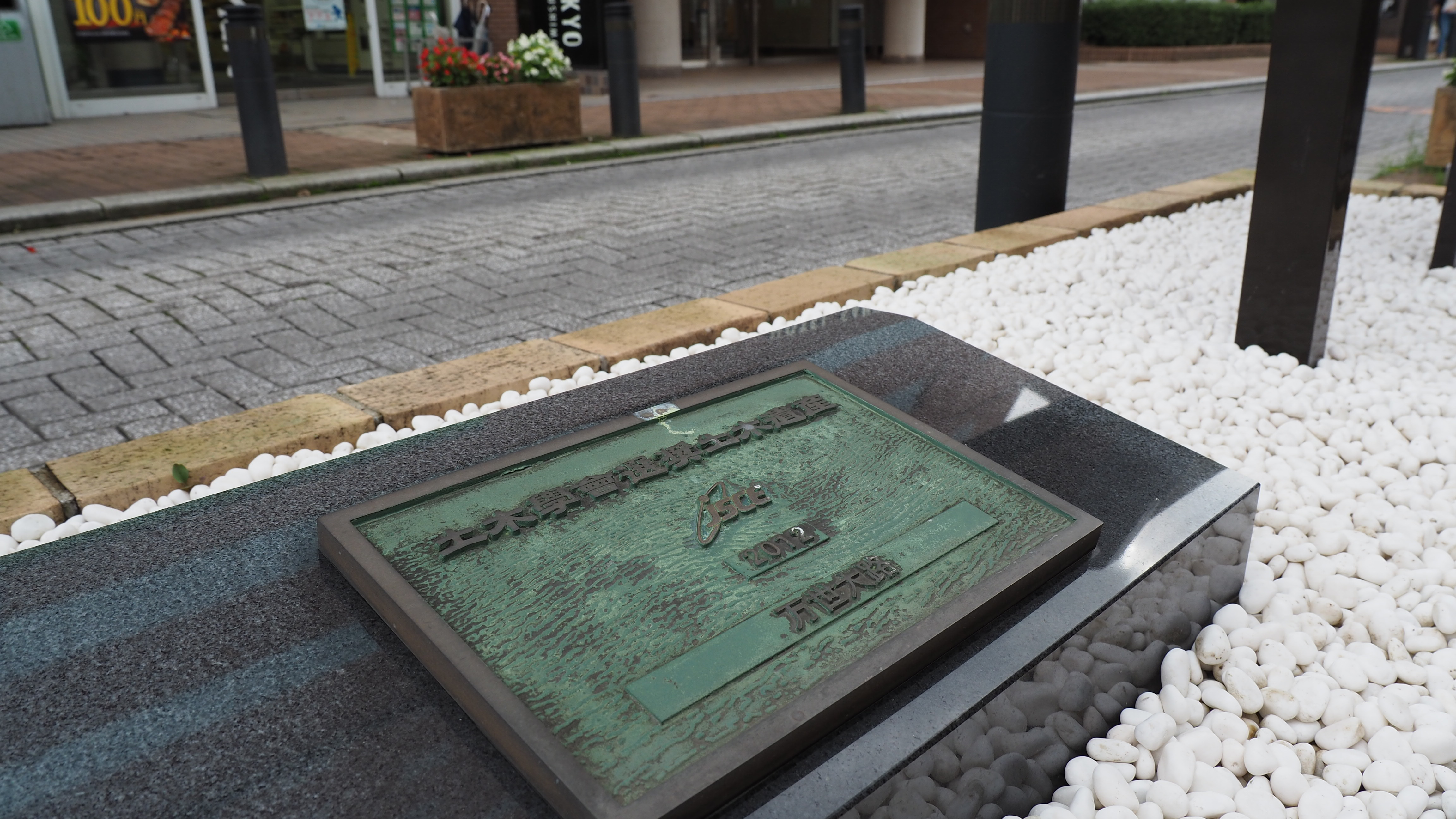
土木遺産「万世大路」プレート

- 三菱UFJモルガン・スタンレー証券 福島支店
- 野村證券 福島支店
- 秋田銀行 福島支店
- SMBC日興証券 福島支店
- 古関裕而生誕の地記念碑
- 東邦銀行 本店
- チェンバおおまち
- 共同通信社 福島支局
- みずほ証券 福島支店
- 東京海上日動火災保険 福島支店
- 西沢書店 大町店（フラッグシップ店）
- 大東銀行 福島支店
- 福島市道路元標
- 万世大路 起点